# Таласије и Лимније
Преподобни Таласије и Лимније су пустињаци сиријски.
Један од њихових нарочитих подвига било је ћутање. По смрти светог Таласија 440. године Лимније пређе ка Светом Марону и тамо се подвизавао на врху планине под отвореним небом.
Српска православна црква слави их 22. фебруара по црквеном, а 7. марта по грегоријанском календару.